# 壁画行动
壁画行动是一项由以色列情报机构摩萨德领导的秘密行动，旨在帮助摩洛哥犹太儿童移民到以色列。

## 背景
1956年摩洛哥从法国获得独立后，摩洛哥政府限制犹太移民离开该国。作为回应，以色列政府要求摩萨德通过秘密手段协助移民。摩萨德最初组织非法移民乘船出境，但在1961年“伊戈兹号”灾难发生后，这种努力停止了。当时，一艘载有44名移民的船只倾覆，所有乘客都溺水身亡。

## 壁画行动
然后以色列实施了一种新方法：与瑞士的非政府组织“儿童救助组织”合作，向儿童救助组织提出了向摩洛哥政府提出的邀请摩洛哥儿童在瑞士度假的提议。 然后，摩萨德特工在犹太社区工作，寻找对移民感兴趣的家庭。 到达瑞士后，犹太儿童将被送往以色列，而不是返回摩洛哥。
1961年，大卫·利特曼自愿参加了这项任务。利特曼以为他在为这个犹太机构工作，但多年后才发现，这个机构是在摩萨德的协助下安排的。